# Хашке конвенције
Хашке конвенције је појам који обухвата низ међународних споразума потписаних у Хагу (1899, 1907. и касније) о правилима за ограничење наоружања као и обичајима и правилима ратних дејстава. И поред њиховог кршења у два светска рата, као и у другим локалним сукобима, Хашке конвенције потврдиле су принцип да су међународне конвенције најбољи начин за решавање интернационалних проблема.